# St. Georgenbräu Kramer

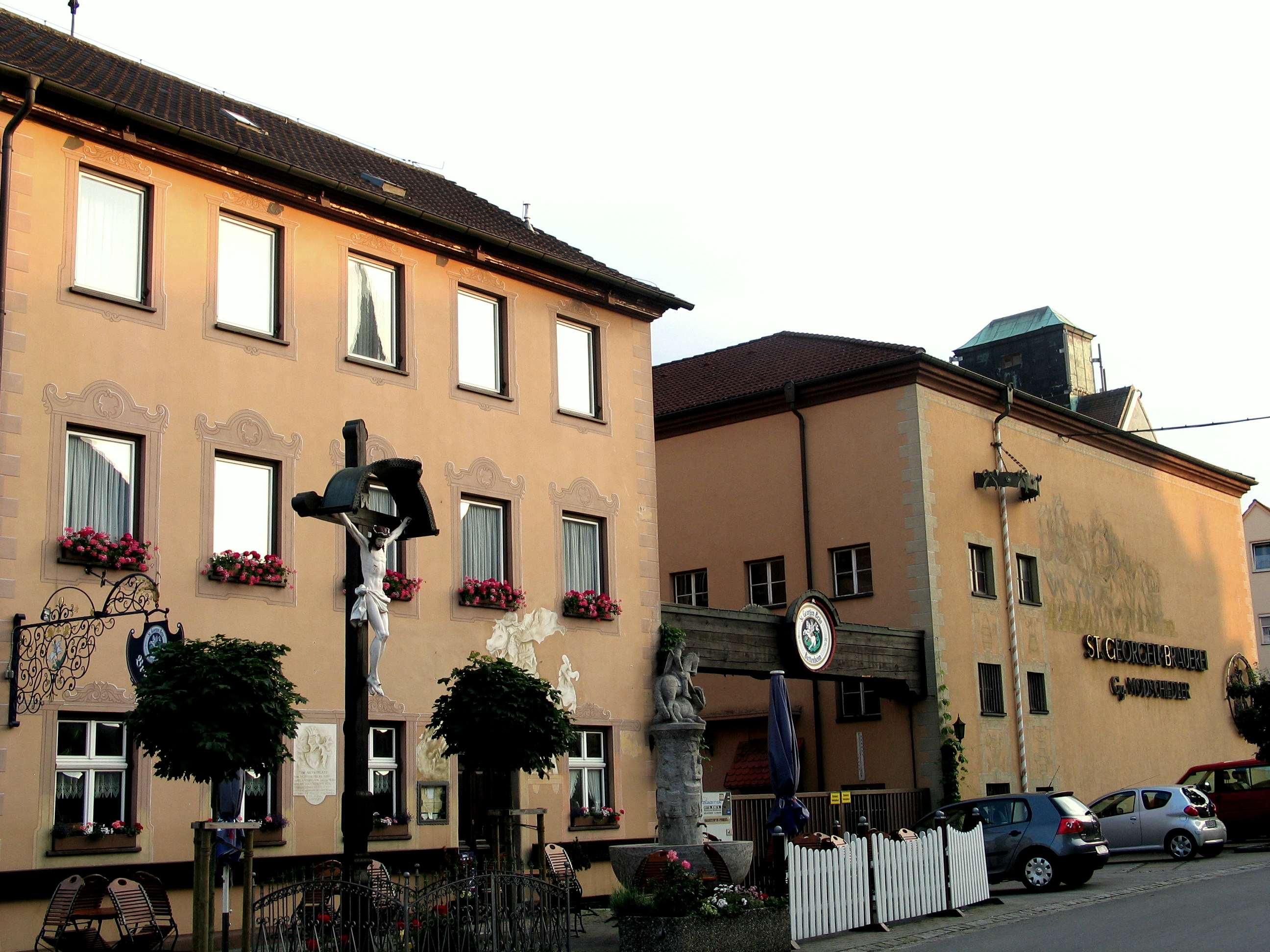
St. Georgenbräu in Buttenheim

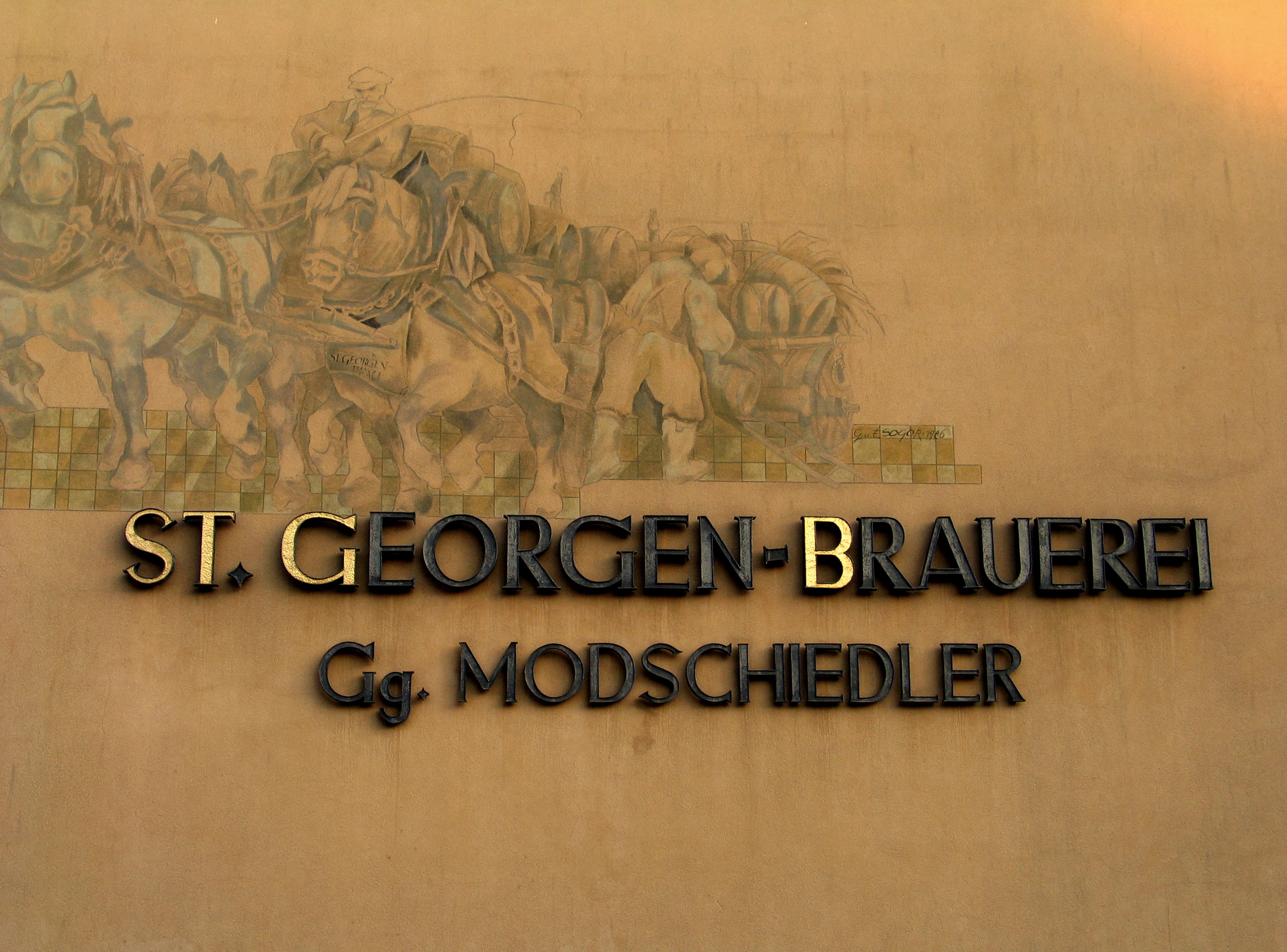
Fassadendetail am Gebäude der Brauerei St. Georgen

Die St. Georgenbräu Kramer GmbH & Co. KG ist eine Bierbrauerei aus Buttenheim im oberfränkischen Landkreis Bamberg. Mit einem Jahresausstoß von 40.000 Hektolitern ist sie die größte Braustätte im Landkreis. Die Brauerei wurde im Jahre 1624 gegründet. Von 1814 bis 2009 war die St. Georgen-Bräu im Besitz der Familie Modschiedler, ehe sie von Braumeister Norbert Kramer übernommen wurde, der schon seit 2000 im Betrieb arbeitet. 
Dauerhaft im Sortiment sind folgende Biere vertreten: Pilsner, Helles, Kellerbier, Weißbier, dunkles Landbier, „Goldmärzen“, „Levi-Bier“, „Zimbus“ (dunkles Bier) und alkoholfreies Bier. Saisonal angeboten wird ab Mai ein „Annafest-Bier“ sowie ab Oktober ein dunkler Doppelbock, Festbier und ein „Buttenheimer Hopfenzupfer“. Zudem produziert die St. Georgen-Bräu im Lohnbrauverfahren den „Höhlentrunk“ der Wagner-Bräu Pottenstein. Des Weiteren finden sich aktuell zwei "Hauslimonaden" im Sortiment: Cola-Mix und naturtrübe Zitrone.